# George Baker (acteur)
George Baker (Varna, 1 april 1931 – West Lavington, 7 oktober 2011) was een Engels acteur.
Zijn vader was een Iers diplomaat. Baker bezocht het Lancing College en ging later acteren bij de Old Vic. Hij is het meest bekend door zijn rol sedert 1988 als Detective Inspector Reg Wexford in 23 afleveringen in de serie Inspector Wexford naar de boeken van Ruth Rendell.
Hij trad ook op als inspecteur Roderick Alleyn in vier bewerkingen van de boeken van Ngaio Marsh. In 1993 na de dood van zijn tweede vrouw, trouwde hij met de actrice Louie Ramsay, die de rol van mevrouw Wexford vervulde in de serie Inspector Wexford.

## Filmografie
- The Intruder (1953)
- The Woman for Joe (1955)
- The Ship that Died of Shame (1955)
- The Dam Busters (1955)
- The Extra Day (1956)
- The Feminine Touch (1956)
- A Hill in Korea (1956)
- These Dangerous Years (1957)
- No Time for Tears (1957)
- The Moonraker (1958)
- Tread Softly Stranger (1958)
- Lancelot and Guinevere (1963)
- The Finest Hours (1964)
- Curse of the Fly (1965)
- Mister Ten Per Cent (1967)
- Justine (1969)
- Goodbye, Mr. Chips (1969)
- On Her Majesty's Secret Service (1969)
- The Executioner (1970)
- A Warm December (1973)
- Three for All (1975)
- Intimate Games (1976)
- The Spy Who Loved Me (1977)
- The Thirty Nine Steps (1978)
- North Sea Hijack (1979)
- Hopscotch (1980)
- Time After Time (1986)
- Out of Order (1987)
- For Queen & Country (1988)
- Back to the Secret Garden (2001)
- Parineeta (2005)

## Televisie
- Rupert of Hentzau (1964)
- Some Mothers Do 'Ave 'Em ,The Job Interview, Mr Lewis (1973)
- I, Claudius (1976)
- Inspector Wexford (1987–2000)
- At Bertram's Hotel (1987)
- Midsomer Murders, (2005) Baker in een dubbelrol in de aflevering The House in the Woods